# Gilbert River (Labrador)
Der Gilbert River ist ein etwa 90 km langer Zufluss der Labradorsee im Südosten von Labrador in der kanadischen Provinz Neufundland und Labrador.

## Flusslauf
Der Gilbert River entspringt in einem Hügelgebiet 70 km westnordwestlich von Port Hope Simpson auf einer Höhe von 360 m. Wenige Kilometer weiter nördlich befindet sich das Quellgebiet des Main Brook, rechter Quellfluss des Hawke River. Der Gilbert River fließt in überwiegend ostsüdöstlicher Richtung. Am Mittellauf liegt der langgestreckte See Jeffries Pond.
Bei Flusskilometer 32 verlässt der Gilbert River den See und fließt auf den folgenden 15 Kilometern fast schnurgerade in ostsüdöstlicher Richtung. Bei Flusskilometer 17 kreuzt die Route 514, welche den Trans-Labrador Highway mit Charlottetown verbindet, den Fluss. Dieser durchfließt unmittelbar im Anschluss einen namenlosen 648 ha großen See, welcher direkt in den benachbarten Gilbert Lake (knapp 13 km² Fläche) abfließt. Unterhalb des Gilbert Lake fließt der Gilbert River noch knapp 3,5 km bis zu seiner Mündung in die Gilbert Bay. Die Flussmündung liegt 12 km südlich von Charlottetown. Unmittelbar an der Mündung befindet sich ein 6,1 m hoher vertikaler Wasserfall. Dieser gilt als ein unüberwindbares Hindernis für Wanderfische. Ein Entfernen dieser natürlichen Barriere könnte das Flusssystem beispielsweise für Lachse zugänglich machen. Das relativ schmale langgestreckte Einzugsgebiet des Gilbert River umfasst 642 km². Es grenzt im Süden an das des Shinneys Waters und des Alexis River.